# Pseudoclinteria
Pseudoclinteria är ett släkte av skalbaggar. Pseudoclinteria ingår i familjen Cetoniidae.
Kladogram enligt Catalogue of Life:
| Pseudoclinteria | \| \| Pseudoclinteria cincticollis \| \| \| \| \| \| Pseudoclinteria infuscata \| \| \| \| |
|                 | \| \| Pseudoclinteria cincticollis \| \| \| \| \| \| Pseudoclinteria infuscata \| \| \| \| |
|                 | Pseudoclinteria cincticollis                                                               |
|                 |                                                                                            |
|                 | Pseudoclinteria infuscata                                                                  |
|                 |                                                                                            |